# Superpuchar Portugalii w piłce siatkowej mężczyzn (2020)
Superpuchar Portugalii w piłce siatkowej mężczyzn 2020 – 24. edycja rozgrywek o Superpuchar Portugalii zorganizowana przez Portugalski Związek Piłki Siatkowej, rozegrana w dniach 11 września-4 listopada 2020 roku. Ze względu na fakt, że w sezonie 2019/2020 nie wyłoniono ani mistrza Portugalii, ani zdobywcy Pucharu Portugalii w turnieju uczestniczyło sześć drużyn: cztery najlepsze zespoły mistrzostw Portugalii przed zakończeniem sezonu (SL Benfica, Sporting CP, SC Espinho i AJ Fonte Bastardo) oraz półfinaliści Pucharu Portugalii (AA São Mamede i Leixões SC).
Rozgrywki składały się z fazy grupowej, półfinałów oraz finału. Finał rozegrany został w Pavilhão Multiusos w Gondomarze. Superpuchar Portugalii po raz dziewiąty zdobył klub SL Benfica. W finale pokonał SC Espinho.
Zgodnie z obowiązującymi na terenie Portugalii restrykcjami mecze odbywały się bez udziału publiczności.

## System rozgrywek
W rozgrywkach o Superpuchar Portugalii 2020 uczestniczy 6 drużyn. Podzielone zostają na dwie grupy: A i B. W każdej grupie zespoły grają między sobą po jednym spotkaniu. Po dwie najlepsze drużyny z grup A i B uzyskują awans do półfinałów.
Pary półfinałowe tworzone są według klucza: A1–B2; B1–A2. Zwycięzcy w parach półfinałowych rozgrywają mecz finałowy. Nie jest grany mecz o 3. miejsce.

## Rozgrywki

### Faza grupowa

#### Grupa A
Tabela
| Lp. | Drużyna       | Mecze | Mecze   | Mecze   | Pkt | Sety | Sety | Sety  | Małe punkty | Małe punkty | Małe punkty |
| Lp. | Drużyna       | M     | W (3:2) | P (2:3) | Pkt | wyg. | prz. | ratio | zdob.       | str.        | ratio       |
| --- | ------------- | ----- | ------- | ------- | --- | ---- | ---- | ----- | ----------- | ----------- | ----------- |
| 1   | SL Benfica    | 2     | 2 (0)   | 0 (0)   | 6   | 6    | 0    | MAX   | 150         | 93          | 1.613       |
| 2   | SC Espinho    | 2     | 1 (0)   | 1 (0)   | 3   | 3    | 3    | 1.000 | 130         | 139         | 0.935       |
| 3   | AA São Mamede | 2     | 0 (0)   | 2 (0)   | 0   | 0    | 6    | 0.000 | 102         | 150         | 0.680       |

Źródło: FPV – Data Project (port.)
Punktacja: 3:0 i 3:1 – 3 pkt; 3:2 – 2 pkt; 2:3 – 1 pkt; 1:3 i 0:3 – 0 pkt
Zasady ustalania kolejności: 1. liczba zwycięstw; 2. liczba punktów; 3. stosunek setów; 4. stosunek małych punktów; 5. bilans w bezpośrednich meczach
Wyniki spotkań
| 11.09.2020 17:00 (UTC+1) | AA São Mamede | 0:3 (11:25, 14:25, 13:25) | SL Benfica | Pavilhão Multiusos, Gondomar |

| 12.09.2020 16:00 (UTC+1) | SC Espinho | 3:0 (25:21, 25:22, 25:21) | AA São Mamede | Pavilhão Multiusos, Gondomar |

| 13.09.2020 15:00 (UTC+1) | SL Benfica | 3:0 (25:17, 25:20, 25:18) | SC Espinho | Pavilhão Multiusos, Gondomar |

#### Grupa B
Tabela
| Lp. | Drużyna           | Mecze | Mecze   | Mecze   | Pkt | Sety | Sety | Sety  | Małe punkty | Małe punkty | Małe punkty |
| Lp. | Drużyna           | M     | W (3:2) | P (2:3) | Pkt | wyg. | prz. | ratio | zdob.       | str.        | ratio       |
| --- | ----------------- | ----- | ------- | ------- | --- | ---- | ---- | ----- | ----------- | ----------- | ----------- |
| 1   | AJ Fonte Bastardo | 2     | 2 (1)   | 0 (0)   | 5   | 6    | 2    | 3.000 | 186         | 159         | 1.170       |
| 2   | Sporting CP       | 2     | 1 (0)   | 1 (1)   | 4   | 5    | 3    | 1.667 | 179         | 160         | 1.119       |
| 3   | Leixões SC        | 2     | 0 (0)   | 2 (0)   | 0   | 0    | 6    | 0.000 | 104         | 150         | 0.693       |

Źródło: FPV – Data Project (port.)
Punktacja: 3:0 i 3:1 – 3 pkt; 3:2 – 2 pkt; 2:3 – 1 pkt; 1:3 i 0:3 – 0 pkt
Zasady ustalania kolejności: 1. liczba zwycięstw; 2. liczba punktów; 3. stosunek setów; 4. stosunek małych punktów; 5. bilans w bezpośrednich meczach
Wyniki spotkań
| 11.09.2020 20:00 (UTC+1) | Leixões SC | 0:3 (20:25, 15:25, 20:25) | AJ Fonte Bastardo | Pavilhão Multiusos, Gondomar |

| 12.09.2020 19:00 (UTC+1) | Sporting CP | 0:3 (25:15, 25:13, 25:21) | Leixões SC | Pavilhão Multiusos, Gondomar |

| 13.09.2020 18:00 (UTC+1) | AJ Fonte Bastardo | 3:2 (26:28, 25:18, 25:20, 20:25, 15:13) | Sporting CP | Pavilhão Multiusos, Gondomar |

### Półfinały
| 07.10.2020 17:00 (UTC+1) | SL Benfica | 3:2 (15:25, 22:25, 25:19, 25:23, 15:11) | Sporting CP | Pavilhão Municipal, Óbidos |

| 19.09.2020 19:00 (UTC+1) | AJ Fonte Bastardo | 1:3 (16:25, 27:25, 18:25, 19:25) | SC Espinho | Pavilhão Multiusos, Gondomar |

### Finał
| 04.11.2020 19:45 (UTC+1) | SL Benfica | 3:0 (25:16, 25:17, 25:21) | SC Espinho | Pavilhão Multiusos, Gondomar |